# Molophilus psephenus
Molophilus psephenus là một loài ruồi trong họ Limoniidae. Chúng phân bố ở miền Australasia.